# Янсен, Рената
Ренате Янсен (нидерл. Renate Jansen; род. 7 декабря 1990, Аббенес, Северная Голландия) — нидерландская футболистка, играющая на позиции нападающего.

## Карьера

### Клубная
В 5 лет пошла в футбольную школу клуба «СВ Аббенес», где училась 10 лет. Затем играла в команде «ВВ Кагия» около двух лет. После школы поступила в колледж Амстердама и вошла в состав женской команды. В 2008 году подписала профессиональный контракт с женской командой футбольного клуба «АДО Ден Хааг».

### В сборной
Дебютировала в сборной 1 апреля 2010 года в игре со Словакией, выйдя на замену на 82-й минуте. Участвовала в Чемпионате Европы 2017.